# 3-тя сесія Комітету світової спадщини ЮНЕСКО
3-тя сесія Комітету світової спадщини ЮНЕСКО проходила у Каїрі й Луксорі (Єгипет) з 22 по 26 жовтня 1979 року під головуванням доктора Шехати Адама (англ. Shehata Adam), тодішнього президента Організації єгипетських старожитностей.
У сесії взяли участь делегації від 14 країн-учасниць Комітету світової спадщини, а також спостерігачі від 3 держав-сторін Конвенції про охорону світової культурної і природної спадщини, прийнятої 1972 року і 2 міжнародних урядових організацій: Організація музеїв, пам'ятників і пам'яток Африки (OMMSA) і Міжнародний союз архітекторів (IUA). Ще три міжнародні організації — ICCROM, ICOMOS і IUCN — були запрошені до участі в роботі сесії у ролі радників.
На включення до списка об'єктів усесвітньої спадщини було подано 45 об'єктів. Таким чином, загальне число досягло 57, а саме 42 об'єкти культурної спадщини, 13 природної спадщини і 2 місця змішаного типу.

## Об'єкти, внесені до Списку світової спадщини
| #  | Зображення | Офіційна назва (українською і англійською мовами) | Місцезнаходження | № об'єкта, критерії                                                    | Медіа               |
| -- | ---------- | --- | ---------------- | ---------------------------------------------------------------------- | ------------------- |
| 1  |            | Ранньохристиянські пам'ятники в Абу-Мена Abu Mena | Єгипет           | 90 [Архівовано 25 грудня 2018 у Wayback Machine.] iv                   | Фото на Вікісховищі |
| 2  |            | Амфітеатр в Ель-Джемі Amphitheatre of El Jem | Туніс            | 38 [Архівовано 25 грудня 2018 у Wayback Machine.] iv, vi               | Фото на Вікісховищі |
| 3  |            | Старе місто у Дамаску Ancient City of Damascus | Сирія            | 20 [Архівовано 10 березня 2017 у Wayback Machine.] i, ii, iii, iv, vi  | Фото на Вікісховищі |
| 4  |            | Стародавні Фіви з їхніми некрополями Ancient Thebes with its Necropolis | Єгипет           | 87 [Архівовано 25 грудня 2018 у Wayback Machine.] i, iii, vi           | Фото на Вікісховищі |
| 5  |            | Місто Антигуа-Гватемала (Стара Гватемала) Antigua Guatemala | Гватемала        | 65 [Архівовано 5 липня 2017 у Wayback Machine.] ii, iii, iv            | Фото на Вікісховищі |
| 6  |            | Руїни Карфагена Archaeological Site of Carthage | Туніс            | 37 [Архівовано 25 грудня 2018 у Wayback Machine.] ii, iii, vi          | Фото на Вікісховищі |
| 7  |            | Концтабір Освенцим (Аушвіц) Auschwitz-Birkenau German Nazi Concentration and Extermination Camp (1940—1945)                                                                         | Польща           | 31 [Архівовано 11 липня 2017 у Wayback Machine.] vi                    | Фото на Вікісховищі |
| 8  |            | Біловезька пуща Białowieża Forest | Польща           | 33 [Архівовано 11 липня 2017 у Wayback Machine.] vii                   | Фото на Вікісховищі |
| 9  |            | Боянська церква (Софія) Boyana Church | Болгарія         | 42 [Архівовано 21 березня 2016 у Wayback Machine.] ii, iii             | Фото на Вікісховищі |
| 10 |            | Старий портовий квартал Брюґґен (місто Берґен) Bryggen | Норвегія         | 59 [Архівовано 11 липня 2017 у Wayback Machine.] iii                   | Фото на Вікісховищі |
| 11 |            | Кафедральний собор у місті Шартр Chartres Cathedral | Франція          | 81 [Архівовано 11 липня 2017 у Wayback Machine.] i, ii, iv             | Фото на Вікісховищі |
| 12 |            | Провінційний парк Динозавр Dinosaur Provincial Park | Канада           | 71 [Архівовано 24 грудня 2018 у Wayback Machine.] vii, viii            | Фото на Вікісховищі |
| 13 |            | Національний парк Еверґлейдс Everglades National Park | США              | 76 [Архівовано 6 квітня 2017 у Wayback Machine.] viii, ix, x           | Фото на Вікісховищі |
| 14 |            | Фортеця Фасіл-Геббі, район міста Ґондер Fasil Ghebbi, Gondar Region | Ефіопія          | 19 [Архівовано 24 грудня 2018 у Wayback Machine.] ii, iii              | Фото на Вікісховищі |
| 15 |            | Національний парк Ґранд-Каньйон Grand Canyon National Park | США              | 75 [Архівовано 24 грудня 2018 у Wayback Machine.] vii, viii, ix, x     | Фото на Вікісховищі |
| 16 |            | Форти і замки Вольти, Великої Аккри, Центрального і Західного регіонів Forts and Castles, Volta, Greater Accra, Central and Western Regions                                         | Гана             | 34 [Архівовано 24 грудня 2018 у Wayback Machine.] vi                   | Фото на Вікісховищі |
| 17 |            | Ісламський Каїр Historic Cairo | Єгипет           | 89 [Архівовано 25 грудня 2018 у Wayback Machine.] i, v, vi             | Фото на Вікісховищі |
| 18 |            | Історичний центр міста Спліт з палацом Діоклетіана Historical Complex of Split with the Palace of Diocletian                                                                        | Югославія        | 97 [Архівовано 11 липня 2017 у Wayback Machine.] ii, iii, iv           | Фото на Вікісховищі |
| 19 |            | Індепенденс-хол (місто Філадельфія) Independence Hall | США              | 78 [Архівовано 24 грудня 2018 у Wayback Machine.] vi                   | Фото на Вікісховищі |
| 20 |            | Долина Катманду Kathmandu Valley | Непал            | 121 [Архівовано 26 грудня 2018 у Wayback Machine.] iii, iv, vi         | Фото на Вікісховищі |
| 21 |            | Парки та резервати Клуейн, Ранґель — Сент-Елайас, Ґлейшер-Бей і Татшеншіні-Алсек Kluane / Wrangell — St. Elias / Glacier Bay / Tatshenshini-Alsek                                   | Канада США       | 72 [Архівовано 24 грудня 2018 у Wayback Machine.] vii, viii, ix, x     | Фото на Вікісховищі |
| 22 |            | Мадарський вершник Madara Rider | Болгарія         | 43 [Архівовано 11 липня 2017 у Wayback Machine.] i, iii                | Фото на Вікісховищі |
| 23 |            | Медіна (стара частина) міста Туніс Medina of Tunis | Туніс            | 36 [Архівовано 25 грудня 2018 у Wayback Machine.] ii, iii, v           | Фото на Вікісховищі |
| 24 |            | Площа Мейдан-Імам у місті Ісфахан Meidan Emam, Esfahan | Іран             | 115 [Архівовано 26 грудня 2018 у Wayback Machine.] i, v, vi            | Фото на Вікісховищі |
| 25 |            | Мемфіс і його некрополі — район пірамід від Гізи до Дахшура Memphis and its Necropolis — the Pyramid Fields from Giza to Dahshur                                                    | Єгипет           | 86 [Архівовано 5 травня 2020 у Wayback Machine.] i, iii, vi            | Фото на Вікісховищі |
| 26 |            | Ансамбль Мон-Сен-Мішель з затокою Mont-Saint-Michel and its Bay | Франція          | 80 [Архівовано 24 травня 2011 у Wayback Machine.] i, iii, vi           | Фото на Вікісховищі |
| 27 |            | Місто Охрид і озеро — культурно-історичні пам'ятки і природне середовище Natural and Cultural Heritage of the Ohrid region                                                          | Югославія        | 99 [Архівовано 11 липня 2017 у Wayback Machine.] i, iii, iv, vii       | Фото на Вікісховищі |
| 28 |            | Природний і культурно-історичний район Котор Natural and Culturo-Historical Region of Kotor (об'єкт також внесений до списку світової спадщини, що перебуває під загрозою знищення) | Югославія        | 125 [Архівовано 11 липня 2017 у Wayback Machine.] i, ii, iii, iv       | Фото на Вікісховищі |
| 29 |            | Охоронювана область Нґоронґоро Ngorongoro Conservation Area | Танзанія         | 39 [Архівовано 24 грудня 2018 у Wayback Machine.] iv, vii, viii, ix, x | Фото на Вікісховищі |
| 30 |            | Пам'ятники Нубії від Абу-Сімбел до Філе Nubian Monuments from Abu Simbel to Philae                                                                                                  | Єгипет           | 88 [Архівовано 25 грудня 2018 у Wayback Machine.] i, iii, vi           | Фото на Вікісховищі |
| 31 |            | Старе місто в Дубровнику Old City of Dubrovnik | Югославія        | 95 [Архівовано 9 квітня 2017 у Wayback Machine.] i, iii, iv            | Фото на Вікісховищі |
| 32 |            | Палац і парк у Версалі Palace and Park of Versailles | Франція          | 83 [Архівовано 11 липня 2017 у Wayback Machine.] i, ii, vi             | Фото на Вікісховищі |
| 33 |            | Стародавнє місто Персеполь Persepolis | Іран             | 114 [Архівовано 26 грудня 2018 у Wayback Machine.] i, iii, vi          | Фото на Вікісховищі |
| 34 |            | Національний парк «Плитвицькі озера» Plitvice Lakes National Park | Югославія        | 98 [Архівовано 19 квітня 2017 у Wayback Machine.] vii, viii, ix        | Фото на Вікісховищі |
| 35 |            | Наскельні малюнки в печерах по річці Везер Prehistoric Sites and Decorated Caves of the Vézère Valley                                                                               | Франція          | 85 [Архівовано 11 липня 2017 у Wayback Machine.] i, iii                | Фото на Вікісховищі |
| 36 |            | Наскельний живопис у Валь-Камоніка Rock Drawings in Valcamonica | Італія           | 94 [Архівовано 11 липня 2017 у Wayback Machine.] iii, vi               | Фото на Вікісховищі |
| 37 |            | Скельні церкви у села Іваново Rock-Hewn Churches of Ivanovo | Болгарія         | 45 [Архівовано 11 липня 2017 у Wayback Machine.] ii, iii               | Фото на Вікісховищі |
| 38 |            | Національний парк Саґарматга (район гори Еверест) Sagarmatha National Park | Непал            | 120 [Архівовано 26 грудня 2018 у Wayback Machine.] vii                 | Фото на Вікісховищі |
| 39 |            | Стародавнє місто Старі Рас і монастир Сопочани Stari Ras and Sopoćani | Югославія        | 96 [Архівовано 11 липня 2017 у Wayback Machine.] i, iii                | Фото на Вікісховищі |
| 40 |            | Стародавнє місто Чога-Занбіль Tchogha Zanbil | Іран             | 113 [Архівовано 26 грудня 2018 у Wayback Machine.] iii, iv             | Фото на Вікісховищі |
| 42 |            | Фракійська гробниця в місті Казанлик Thracian Tomb of Kazanlak | Болгарія         | 44 [Архівовано 4 липня 2017 у Wayback Machine.] i, iii, iv             | Фото на Вікісховищі |
| 43 |            | Дерев'яна церква в Урнесі Urnes Stave Church | Норвегія         | 58 [Архівовано 11 липня 2017 у Wayback Machine.] i, ii, iii            | Фото на Вікісховищі |
| 44 |            | Національний парк Тікаль Tikal National Park | Гватемала        | 64 [Архівовано 30 червня 2017 у Wayback Machine.] i, iii, iv, ix, x    | Фото на Вікісховищі |
| 45 |            | Церква і пагорб у Везле́ Vézelay, Church and Hill | Франція          | 84 [Архівовано 11 липня 2017 у Wayback Machine.] i, vi                 | Фото на Вікісховищі |
| 46 |            | Національний парк Вірунґа Virunga National Park | Заїр             | 63 [Архівовано 7 квітня 2017 у Wayback Machine.] vii, viii, x          | Фото на Вікісховищі |

## Об'єкти, внесені до списку світової спадщини під загрозою знищення
| # | Зображення | Офіційна назва (українською і англійською мовами)                                           | Місцезнаходження | № об'єкта, критерії                                              | Дата включення |
| - | ---------- | ------------------------------------------------------------------------------------------- | ---------------- | ---------------------------------------------------------------- | -------------- |
| 1 |            | Природний і культурно-історичний район Котор Natural and Culturo-Historical Region of Kotor | Югославія        | 125 [Архівовано 11 липня 2017 у Wayback Machine.] i, ii, iii, iv | 1979 рік       |